# ランボルギーニ・ウラッコ
ランボルギーニ・ウラッコ（Lamborghini Urraco ）は、1973年-1979年にイタリアの自動車メーカー、ランボルギーニが製造販売したV8エンジンのスポーツカーである。

## 概要
ランボルギーニのファウンダー、フェルッチオ・ランボルギーニは会社の財務状況改善の為にポルシェ・911、ディーノ・208/308GT4、マセラティ・メラクらの「2+2」スポーツカー市場への投入を狙って、ランボルギーニのエンジニア、パオロ・スタンツァーニに車体設計を命じ、エクステリアデザインは、ベルトーネに在籍していたマルチェロ・ガンディーニが担当した。エンジンはV型8気筒で、クランク軸上にギアボックスを配し、ディファレンシャルを間に挟み込んだジアコーサ・レイアウトで細長く収めて横置きとし、+2座のスペースを確保しつつホイールベースを2450mmと短く収めた。
シャシは圧延鋼板を溶接したファブリケート構造で、鋼板製ボディにも応力を持たせるセミモノコックである。

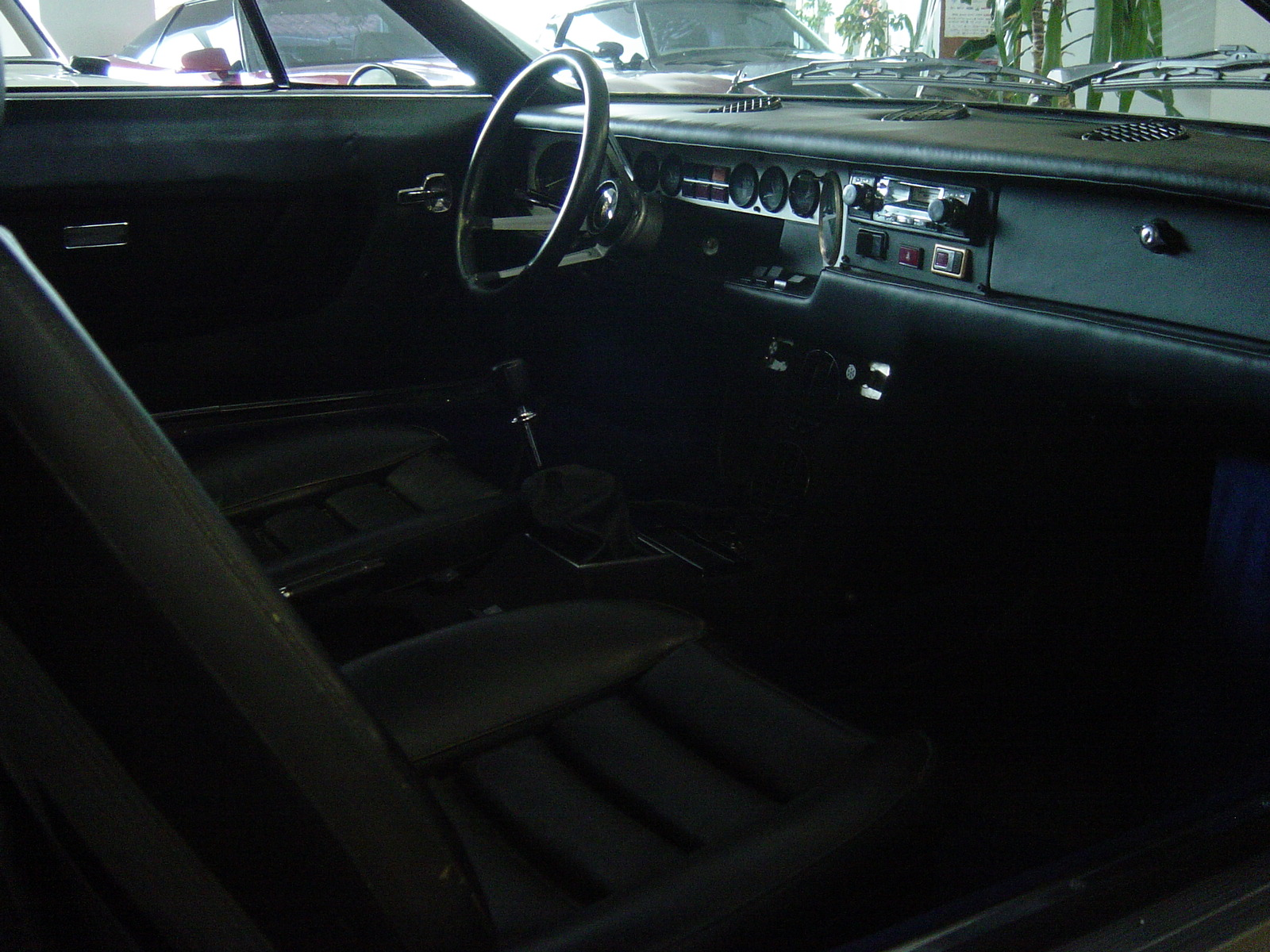
ウラッコの運転席

インテリアについては、室内幅のほぼ半分を占める横長のメーターパネルが特徴的であり、中央にウォーニングランプ群、それを挟んで各種補機メータを左右それぞれ3つ、最両端にタコメータ（左端）とスピードメータ（右端）が一列に配置され、奥行が深いステアリングホイールが装着されている。
1970年のトリノ・オートショー（Turin Auto Show ）で発表され、多数の受注を得た。
ランボルギーニは最新のコンピュータテクノロジーを導入して生産をオートメーション化してウラッコを生産し、年間2,000台製造する計画であったが、これには莫大な初期投資が必要で、当時トラクターの販売が良くなかったこともあり、頓挫してしまった。そのため生産には莫大なコストが掛かることになり、販売価格も上昇させざるを得なくなった。
1972年秋に生産が始まり、1973年にようやく発売にこぎ着けるが販売は思わしくなかった。新型V8エンジンは信頼性が低く、特に深刻だったのはクランクシャフトとドライブベルト（タイミングベルト）の破損で、それが発生した場合最低でもシリンダーヘッドにダメージがあり、最悪エンジン自体が破壊されてしまった。
1974年には年500台を生産できるまでになり、アメリカでの販売も始まったが、注文が少なかった。
1979年には累計791台を生産して製造を中止した。この車体と3.5リッターV8エンジンをベースに、後に2シーターオープンカー（タルガトップ）のシルエット、ジャルパと引き継がれた。

## モデルとバリエーション

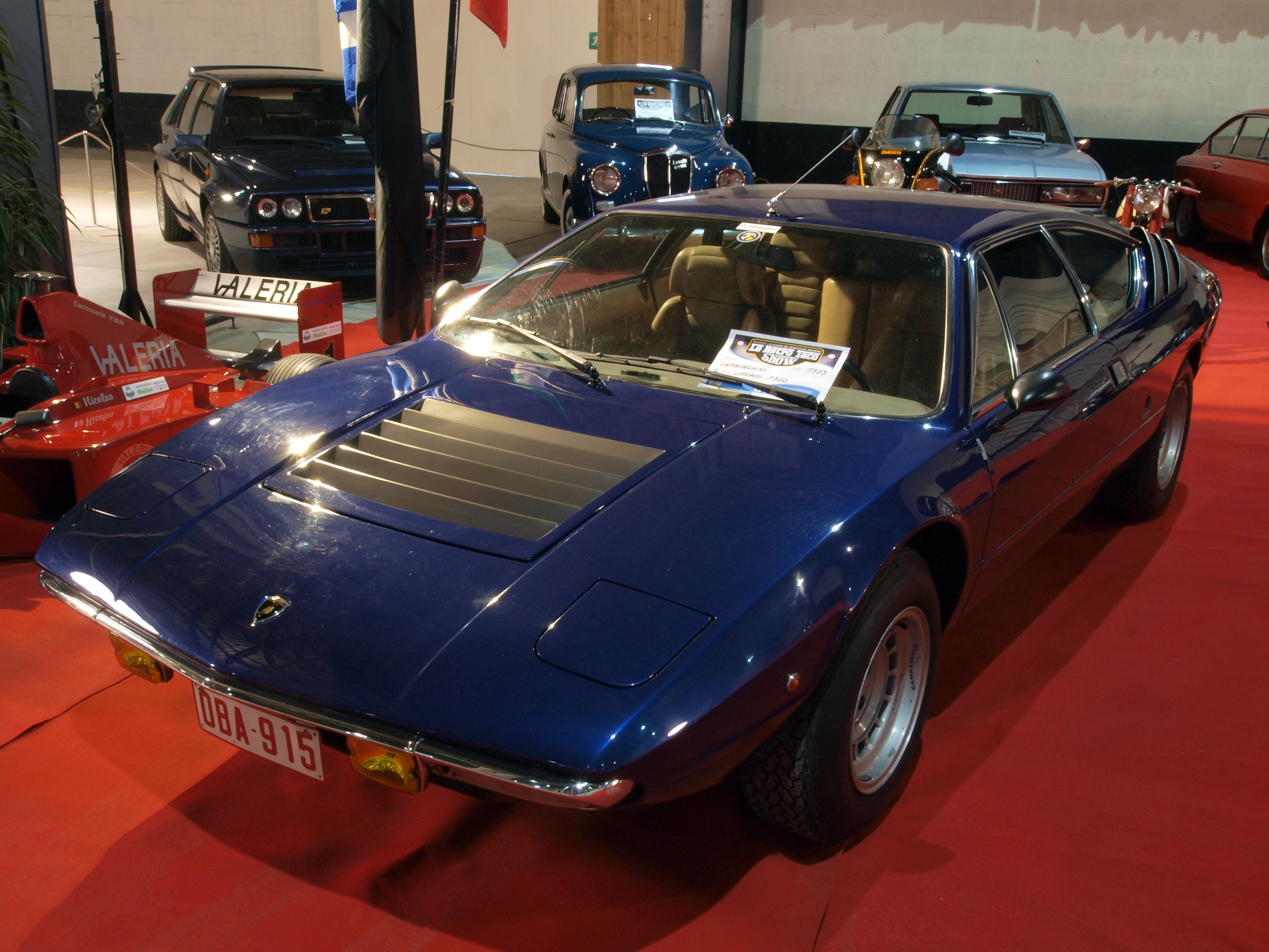
P300

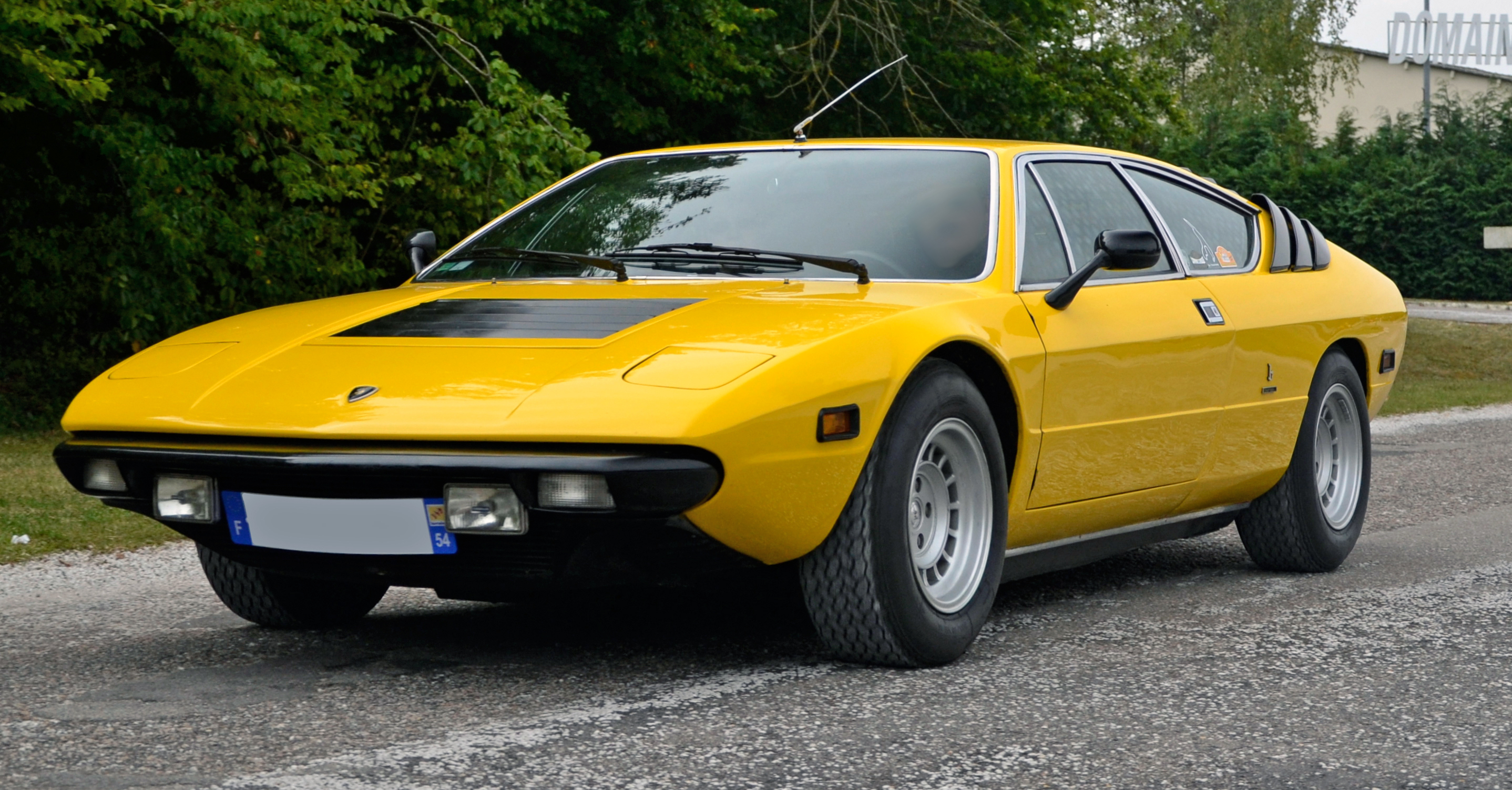
P111
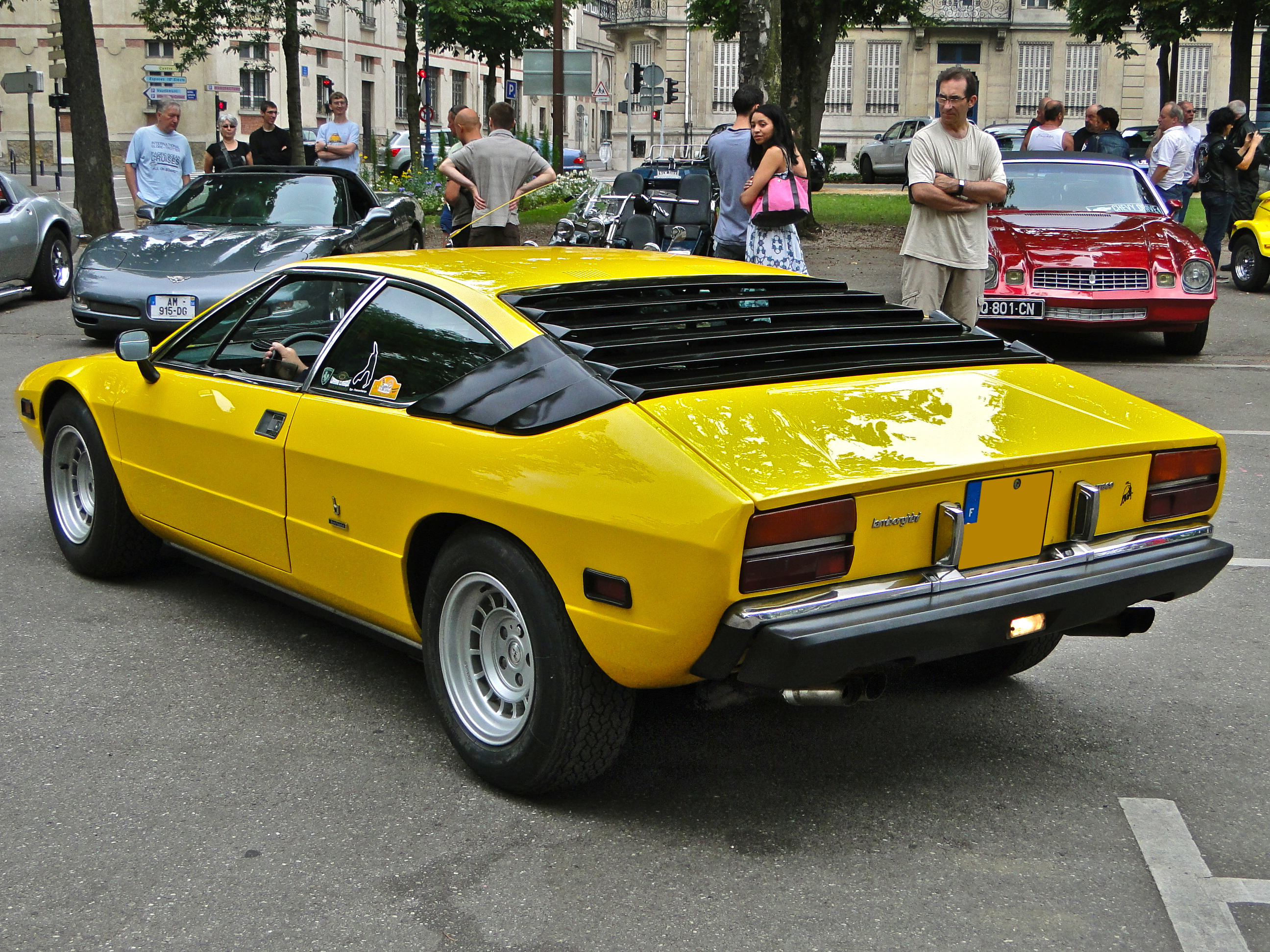
P111（リア）

P250
エンジンはV型8気筒SOHC、ボアφ86.0mm×ストローク53mmで2,463ccのティーポL240型。圧縮比10.5で220PS/7,500rpm、23kgm/5,750rpm。最高時速220km/h、0-100km/hは6.2秒と発表されている。ただし実際のエンジン出力は180PSほどしかなかったという。
フロント・ボンネット上のエア・アウトレットの開口部はふたつ。生産台数は520台。
P250S（1973年発売）
パワー・ウインドウ等を装備。エンジンやサスペンション等主要部分はP250と同一。

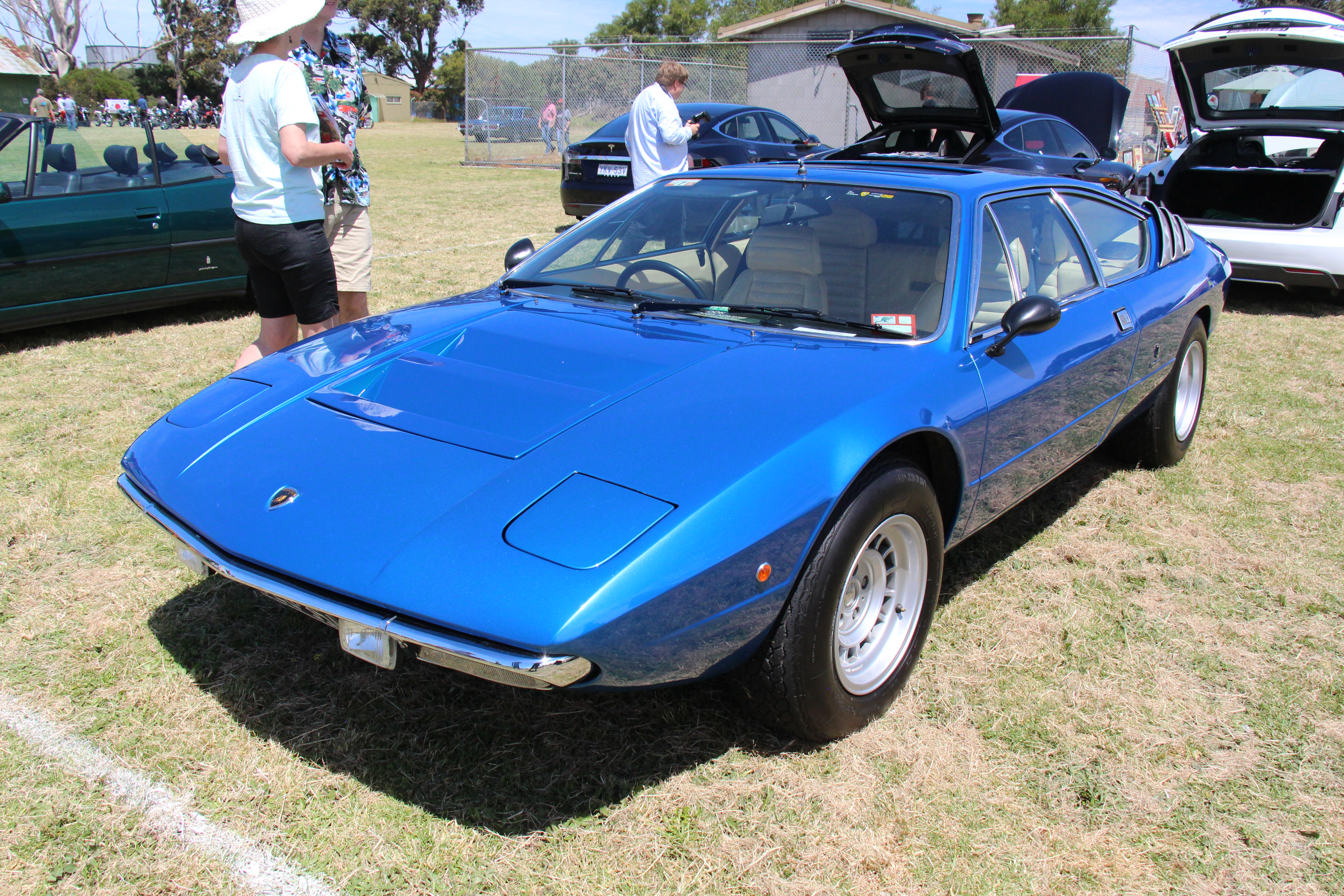
P250S

P300（1975年4月発売）
エンジンはV型8気筒DOHC、ボアφ86.0mm×ストローク64.5mmで2,997cc。圧縮比9.2で250PS/7,500rpm。最高時速265km/hと発表されている。カムドライブをチェーン化し、トランスミッションも強化された。
フロント・ボンネット上のエア・アウトレットのスリットは6本。フロント・ラジエターの開口部はP250よりも下方に拡大されている。生産台数は190台。
P200
2,000cc以上の車両に厳しい付加価値税が課せられるイタリア国内向けモデル。エンジンはV型8気筒SOHC、ボアφ77.4mm×ストローク53mmで1,995cc。182PS/7,500rpm、18kgm/3,800rpm。0-100km/hは7.2秒。生産台数は66台。
P111（1974年8月発売）
巨大市場であるアメリカの規制に合わせた北米市場向けモデル。P250のエンジンにエアポンプ、サーマルリアクターなどを装着することによって当時の米国自動車排出ガス規制をクリアした。このことによって最高出力は180PSに抑えられた。また大きな5マイルバンパーとサイドマーカーをつけている。21台が販売された。
- P111
- P111（リア）

## レース用車両Rally

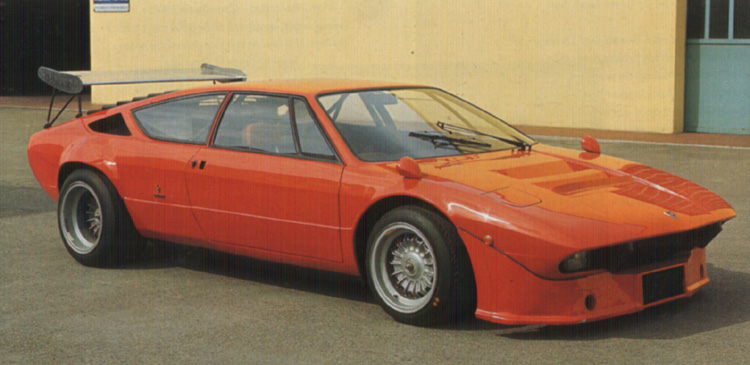
ウラッコ・ラリー

ラリー（Rally）（1973年）
ボブ・ウォレスが1973年秋から暮れにかけて1台だけグループ5の規定に沿って試作したレース用車両。ツインカム化された2,997ccのエンジンは、後にP300やシルエットに搭載された。